# Тищенко Сергій Петрович
Сергій Петрович Тищенко (17 липня 1976, Коростень, Житомирська область, Україна) — український підприємець, інвестор, меценат.
У 2008 році закінчив вищий навчальний заклад — Київський славістичний університет і отримав повну вищу освіту за спеціальністю «Міжнародні відносини» та здобув кваліфікацію політолога-міжнародника.
Основні напрямки бізнесу:
- Засновник групи компаній «Фактор».

- Впровадження альтерантивних джерел енергії
- АТ «Житомирські ласощі»

Пріоритетом діяльності є розвиток інноваційних галузей економіки України на міжнародних ринках. Успішним є впровадження альтернативних джерел енергії.
З 2005—2008 роках лідер імпортування нафтопродуктів.
Сергій Тищенко систематично підтримує освіту, науку, мистецтво, історико-культурні та гуманітарні проєкти.